# Kommunalwahlen in Brandenburg 2014
Am 25. Mai 2014 fanden die Kommunalwahlen in Brandenburg 2014 statt. Es wurden die Vertretungen für 14 Kreistage, vier Stadtverordnetenversammlungen der Kreisfreien Städte und der Gemeindevertretungen beziehungsweise Stadtverordnetenversammlungen der kreisangehörigen Städte und Gemeinden gewählt. Auch ehren- und hauptamtliche Bürgermeister wurden direkt gewählt. Für Ortsteile innerhalb von Gemeinden wurden Wahlen für Ortsvorsteher und Ortsbeiräte durchgeführt. Am selben Tag wurde auch die Wahl zum Europaparlament durchgeführt. Parallel fanden in Baden-Württemberg, Hamburg, Nordrhein-Westfalen, Mecklenburg-Vorpommern, Rheinland-Pfalz, dem Saarland, Sachsen, Sachsen-Anhalt und Thüringen ebenfalls Kommunalwahlen statt.

## Ergebnis
Das amtliche Landesendergebnis der Kommunalwahl lautet:
| Partei                                            | Prozent (Veränderung zu 2008) |
| ------------------------------------------------- | ----------------------------- |
| Christlich Demokratische Union Deutschlands (CDU) | 24,8 (+4,9)                   |
| Sozialdemokratische Partei Deutschlands (SPD)     | 24,5 (−1,3)                   |
| Die Linke (DIE LINKE.)                            | 20,2 (−4,5)                   |
| Bündnis 90/Die Grünen (B’90/Grüne)                | 6,2 (+1,5)                    |
| Freie Demokratische Partei (FDP)                  | 4,0 (−3,3)                    |
| Alternative für Deutschland (AfD)                 | 3,9 (+3,9)                    |
| Bauern und andere                                 | 3,8 (−0,4)                    |
| BVB/Freie Wähler                                  | 3,6 (+1,0)                    |
| Nationaldemokratische Partei Deutschlands (NPD)   | 2,2 (+0,4)                    |
| Piratenpartei Deutschland (PIRATEN)               | 0,5 (+0,5)                    |
| andere Parteien                                   | 6,3 (+0,2)                    |

Die Wahlbeteiligung lag bei 46,3 Prozent (981.246 von 2.120.411 Wahlberechtigten; −3,1 Prozentpunkte gegenüber 2008). Es gab 2,8 Prozent ungültige Stimmen.

## Wahlsystem
Bei den Kommunalwahlen in Brandenburg waren alle Personen wahlberechtigt, die die deutsche Staatsbürgerschaft oder die Staatsbürgerschaft eines anderen EU-Mitgliedsstaates besitzen (§ 8 BbgKWahlG). Das Mindestalter beträgt dabei für das aktive Wahlrecht 16 Jahre (§ 8 BbgKWahlG) und für das passive Wahlrecht 18 Jahre (§ 11 BbgKWahlG). Darüber hinaus muss sich der Hauptwohnsitz seit mindestens drei Monaten vor dem Wahltermin im Wahlgebiet befinden (§ 11 BbgKWahlG). Alle Wahlberechtigten hatten dabei drei Stimmen zu vergeben, die sie panaschieren und kumulieren konnten(§ 5 BbgKWahlG).

## Ergebnisse von 2008
Bei den Kommunalwahlen in Brandenburg 2008 wurde die SPD stärkste Kraft mit 25,8 % der Stimmen, dicht gefolgt von der Partei Die Linke mit 24,7 %. Ihnen folgten die CDU mit 19,8 %, die FDP mit 7,3 % sowie Bündnis 90/Die Grünen mit 4,6 %. Andere Parteien und Wählervereinigungen blieben jeweils unter 2 %.